# Juan Carlos Latorre
Juan Carlos Latorre Carmona (Santiago del Cile, 25 marzo 1949) è un matematico e politico cileno, appartenente al Partito Democratico Cristiano del Cile.

## Biografia
Ingegnere laureato alla facoltà di scienze matematiche dell'Università del Cile, si reca successivamente in Germania per specializzarsi all'Università di Karlsruhe.

### Carriera politica
Latorre incominciò la sua carriera politica come dirigente della Gioventù Democristiana e tra il 1983 e il 1987 divenne Presidente del Consiglio Metropolitano degli Ingegneri. Nel 1989, nel 1993 e nel 2005 è stato eletto deputato alla Camera dei deputati del Cile. Dal 14 dicembre 2008 è stato eletto segretario nazionale del suo partito.